# Мир иной (фильм)
«Мир иной» — американский кинофильм, эротический триллер и фильм ужасов режиссёра Дэвида Шмеллера 1992 года.

## Сюжет
Когда молодой человек Кори Торнтон (Майкл Бендетти) наследует отцовское поместье, то он считает, что его жизнь изменится к лучшему. Вместо этого она становится лишь более мрачной.
Земля и недвижимость тянутся от луизианского борделя и приехав в Луизиану для осмотра своей собственности, Кори обнаруживает, что плантация служит проходом в подземный мир, где тайный культ из проституток-ведьм использует крылатых существ для воскрешения его умершего отца, а тело Кори им нужно в качестве носителя злого духа.
Чтобы победить, юноше приходится противопоставить силу любви против силы чёрной магии.

## В ролях
- Майкл Бендетти — Кори Торнтон
- Дениз Джентиле — Делорес
- Холли Флория — Дайан Палмер
- Роберт Сэмпсон — Ной Торнтон
- Алекс Дэтчер — Мария Магдалина
- Роберт Берр — Борегар Йейтс, эсквайр
- Холли Батлер — Мэрилин Монро
- Джордж Келли — Бижу
- Марк Кембл — Барбюсуар
- Баррет О’Брайан — подросток
- Майкл Лоури — Стемси
- Дэвид Шмеллер — Билли С.
- Кэндис Уильямс — старшая дочь
- Роберт ЛаБросс — вышибала в баре
- Дарлин Молеро — Хойден-Хэрридан
- Линда Льока — Нона
- Келси Ченс, Хельга Кавиньяк, Николь Бэррон — нудистки
- Джессика Карвин — младшая дочь
- Грегг Браззел — человек, брошенный в пруд
- Томас Брэдфорд — лодочник
- ЭйСи Санта Крус, Адольфо Гарсия — танцоры
- Джеймс Локасио — стрелок
- Мишель Ладнер — женщина в маске
- Глория Ричардсон, Хелена Крамер — женщины в чане
- Стэнли Уотсон — барабанщик
- Трой Тернер — гитарист
- Гарольд Скотт — бас-гитарист
- Нэнси Бьюкен — виолончелистка
- Синтия Кэрьер — девушка в зеркале
- Джудит Вебер, Патрик Мендельсон — упыри
- Дэвид Брайан, Мэрилин Форнет, Эдгар Винтер — эпизодические появления
- Анжанетт Комер — миссис Палмер

## Релиз
Кроме кинопроката в США, фильм выходил в таких странах, как Нидерланды, Исландия, Австралия, Германия, Великобритания.

## Восприятие
В своей статье в «Энциклопедии фильмов о зомби» профессор Питер Дендл назвал фильм «непримечательным диксилендским шокером от сомнительной студии Full Moon». Лоуренс Кон из Variety посчитал его «развлекательной картинкой ужасов».